# Гришко, Михаил Степанович
Михаи́л Степа́нович Гришко́ (укр. Гришко Михайло Степанович; 1901—1973) — советский, украинский оперный певец (драматический баритон). Народный артист СССР (1950). Лауреат Сталинской премии первой степени (1950)

## Биография
Михаил Гришко родился 14 (27) февраля 1901 года в Мариуполе (ныне в Донецкой области Украины) в рабочей семье.
Учился в церковно-приходской школе, пел в церковном хоре, где получил знания по элементарной теории музыки, навыки правильной постановки голоса, пению в ансамбле и др.
В 1912—1918 годах работал на различных работах, был учеником, помощником токаря, токарем Мариупольского металлургического завода. В 1918—1920 годах участвовал в Гражданской войне. В 1921—1923 годах — рабочий Елисаветградского машиностроительного завода.
В 1926 году закончил Одесский музыкально-драматический институт (с 1934 — Одесская консерватория, ныне Одесская национальная музыкальная академия имени А. В. Неждановой) (класс Ю. А. Рейдер).
В 1924—1927 годах — солист Одесского театра оперы и балета, в 1927—1936 (с перерывом) — солист Украинской государственной столичной оперы в Харькове (ныне Харьковский национальный академический театр оперы и балета имени Н. В. Лысенко). В 1934—1935 и 1941—1944 годах — солист Грузинского театра оперы и балета им. З. Палиашвили (Тбилиси).
С 1936 по 1964 год (с перерывом) — солист Киевского театра оперы и балета им. Т. Шевченко.
Во время войны в составе концертной бригады выступал перед бойцами Юго-Западного фронта.
Выступал как концертный певец. В камерном репертуаре — романсы русских, украинских и западноевропейских авторов, украинские и русские народные песни.
Гастролировал по городам СССР.
Записал на грампластинки арии из опер, романсы украинских, русских, западно-европейских композиторов, украинские народные песни.
Обладал гибким голосом большой силы, звучащим ровно во всех регистрах.
Снимался в кино.
Умер Михаил Гришко 3 июня 1973 года в Киеве. Похоронен на Байковом кладбище.

## Звания и награды
- Заслуженный артист Украинской ССР (1936)
- Народный артист Украинской ССР (1940)[4]
- Народный артист СССР (1950)
- Сталинская премия первой степени (1950) — за исполнение роли Капитана в фильме «Щит Джургая» (1944)
- Орден Ленина (1951)
- Орден Отечественной войны II степени (1945)
- Орден Трудового Красного Знамени (1960)
- Два ордена «Знак Почёта» (23.03.1936 — «за выдающиеся заслуги в деле развития украинского оперного искусства, украинской музыки, песни и танцев», 1948)
- Медаль «За оборону Кавказа»

## Творчество

### Партии в операх
1. «Наталка-Полтавка» Н. В. Лысенко — Микола
2. «Тарас Бульба» Н. В. Лысенко — Остап
3. «Богдан Хмельницкий» К. Ф. Данькевича — Богдан Хмельницкий
4. «Евгений Онегин» П. И. Чайковского — Евгений Онегин
5. «Бал-маскарад» Дж. Верди — Ренато
6. «Мазепа» П. И. Чайковского — Мазепа
7. «Князь Игорь» А. П. Бородина — князь Игорь
8. «Риголетто» Дж. Верди — Риголетто
9. «Тоска» Дж. Пуччини — Скарпиа
10. «Арсенал» Г. И. Майбороды — Горбенко
11. «Милана» Г. И. Майбороды — Шибак
12. «Царская невеста» Н. А. Римского-Корсакова — Грязной
13. «Аскольдова могила» А. Н. Верстовского — Неизвестный
14. «Хованщина» М. П. Мусоргского — Шакловитый
15. «Травиата» Дж. Верди — Жермон
16. «Демон» А. Г. Рубинштейна — Демон
17. «Алеко» С. В. Рахманинова — Алеко
18. «Запорожец за Дунаем» С. С. Гулак-Артемовского — Султан
19. «Кармен» Ж. Бизе — Эскамильо
20. «Севильский цирюльник» Дж. Россини — Фигаро
21. «Свадьба Фигаро» В. А. Моцарт — Альмавив
22. «Даиси» З. П. Палиашвили — Киазо
23. «Кармелюк» В. Г. Костенко — Кармелюк
24. «Разлом» В. А. Фемелиди — Штубе
25. «Перекоп» Ю. С. Мейтуса, В. П. Рыбальченко, М. Д. Тица — Ахмет
26. «Садко» Н. А. Римского-Корсакова — Веденецкий (венецианский) гость
27. «Снегурочка» Н. А. Римского-Корсакова — Мизгирь
28. «Сказка о царе Салтане» Н. А. Римского-Корсакова — Гонец
29. «Пиковая дама» П. И. Чайковского — Томский
30. «Абесалом и Этери» З. П. Палиашвили — Мурман
31. «Аида» Дж. Верди — Амонасро
32. «Отелло» Дж. Верди — Яго
33. «Фауст» Ш. Гуно — Валентин
34. «Гугеноты» Дж. Мейербер — Невер
35. «Ожерелье Мадонны» Э. Вольф-Феррари — Рафаэль
36. «Турандот» Дж. Пуччини — Пинг
37. «Тихий Дон» И. И. Дзержинского — генерал Лестницкий
38. «В бурю» Т. Н. Хренников — Листрат
39. «Энеида» Н. В. Лысенко — Эней
40. «Галька» С. Монюшко — Януш

В концертах исполнял произведения Н. В. Лысенко («Реве та стогне Дніпр широкий», «У гаю, гаю вітру немає», «Буває, іноді старий», «Учітеся, брати мої», «Мені однаково», «Минають дні»), К. Г. Стеценко («Гей, літа орел»), Я. С. Степового («Три шляхи», «Із-за гаю сонце сходить»), О. И. Нижанковского («Минули літа молодії»), Л. Н. Ревуцкого («Думи мої, думи»), В. И. Зарембы («Над Дніпровою сагою»), Я. И. Сычёва («Не женися на багатій», «Тяжко-важко в світі жити») на слова Т. Г. Шевченко.

### Фильмография
- 1944 — Щит Джургая (музыкальный фильм) — Капитан
- 1952 — Концерт мастеров украинского искусства (фильм-концерт Б. Барнета) — «Песня о Сталине»
- 1953 — Запорожец за Дунаем (фильм-опера) — Султан

## Память
- В 1975 году на могиле певца установлено гранитное надгробие (скульптор Б. Ф. Никончук).
- В 1981 году на доме № 15 по ул. Крещатик в Киеве, в котором певец жил в 1951—1973 годах открыта мемориальная доска (бронзовый горельеф; скульптор Н. П. Рапай, архитектор А. Ф. Игнащенко).
- Именем М. Гришко названа улица в Дарницком районе Киева (жилой массив «Осокорки»).
- В 2016 году на телеканале «Культура — Украина» (режиссёр Ж. И. Бебешко) выпущен телефильм, посвящённый жизни и творчеству М. С. Гришко.